# Districte de Luogang
Luogang (en xinès: 萝岗 区, pinyin: Luo gǎng QU) és una ciutat-districte sota l'administració directa de la ciutat-subprovincia de Guangzhou. Se situa a la vora del Riu Dong a la Província de Canton, Xina. La seva àrea és de 390 km² i la seva població és de 170.000 (98% han).
El codi postal és el 510.730 i el d'àrea 020.

## Administració
El districte de Luogang és divideix en 5 subdistrictes i 1 poble.
| Nom        | Xinés    | Pinyin         |
| ---------- | -------- | -------------- |
| Luogang    | 萝岗街道 | Luógǎng Jiēdào |
| Xiagang    | 夏港街道 | Xiàgǎng Jiēdào |
| Dongqu     | 东区街道 | Dōngqū Jiēdào  |
| Lianhe     | 联和街道 | Liánhé Jiēdào  |
| Yonghe     | 永和街道 | Yǒnghé Jiēdào  |
| P. Jiulong | 九龙镇   | Jiǔlóng Zhèn   |